# Polevoi (Magadan)
|  | Per a altres significats, vegeu «Polevoi». |

Polevoi (en rus: Полевой) és un poble (possiólok) de l'óblast de Magadan, a Rússia, que el 2015 no tenia cap habitant.